# Cornus chinensis
Cornus chinensis (дерен китайський) — вид квіткових рослин з родини деренових (Cornaceae).

## Біоморфологічна характеристика
Це дерево 4–8 метрів заввишки. Кора темно-коричнева. Листкова пластинка від яйцювато-ланцетної до вузько-еліптичної, 6–11 × 2.8–5.5 см, абаксіально (низ) рідко запушена сірувато-білими притиснутими трихомами та скупченням помітних сірих довгих трихом у пазухах жилок. Квітконіжки 8–9 мм, тонкі, запушені довгими жовтими трихомами. Чашечка трикутно-ланцетна, ≈ 0.7 мм. Пелюстки ланцетні, ≈ 4 мм. Тичинки ≈ 1.6 мм. Плід червоний чи чорний (при дозріванні), довгастий, 6–8(10) × 3.4–4 мм. Цвітіння: квітень; плодіння: вересень.

## Поширення
Росте в Азії: Китай, Тибет. Населяє густі ліси, узлісся, схили; 700–2500(3500) метрів.

## Використання
Плід використовується в медицині для лікування тих же захворювань, що і Cornus officinalis.

## Галерея

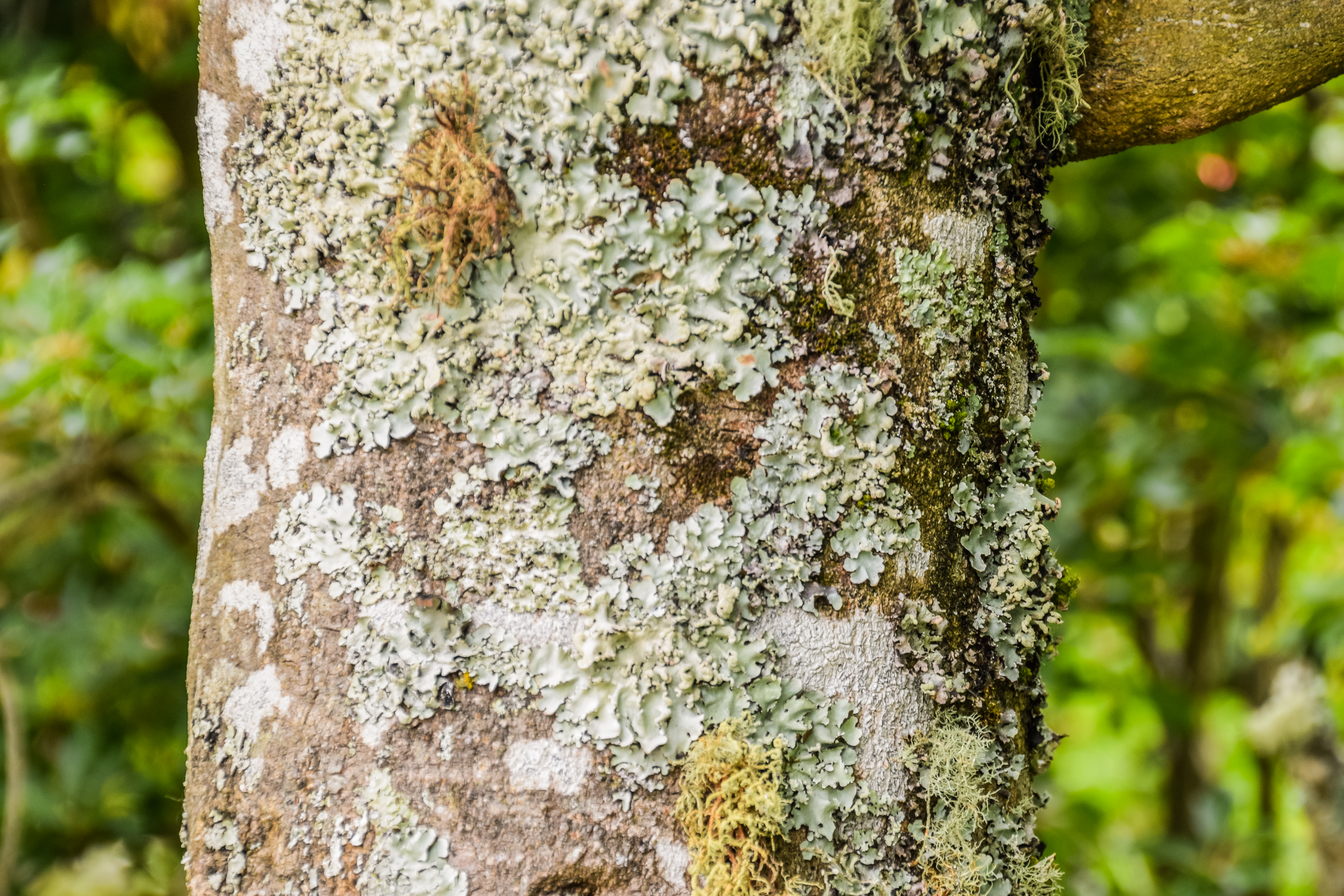
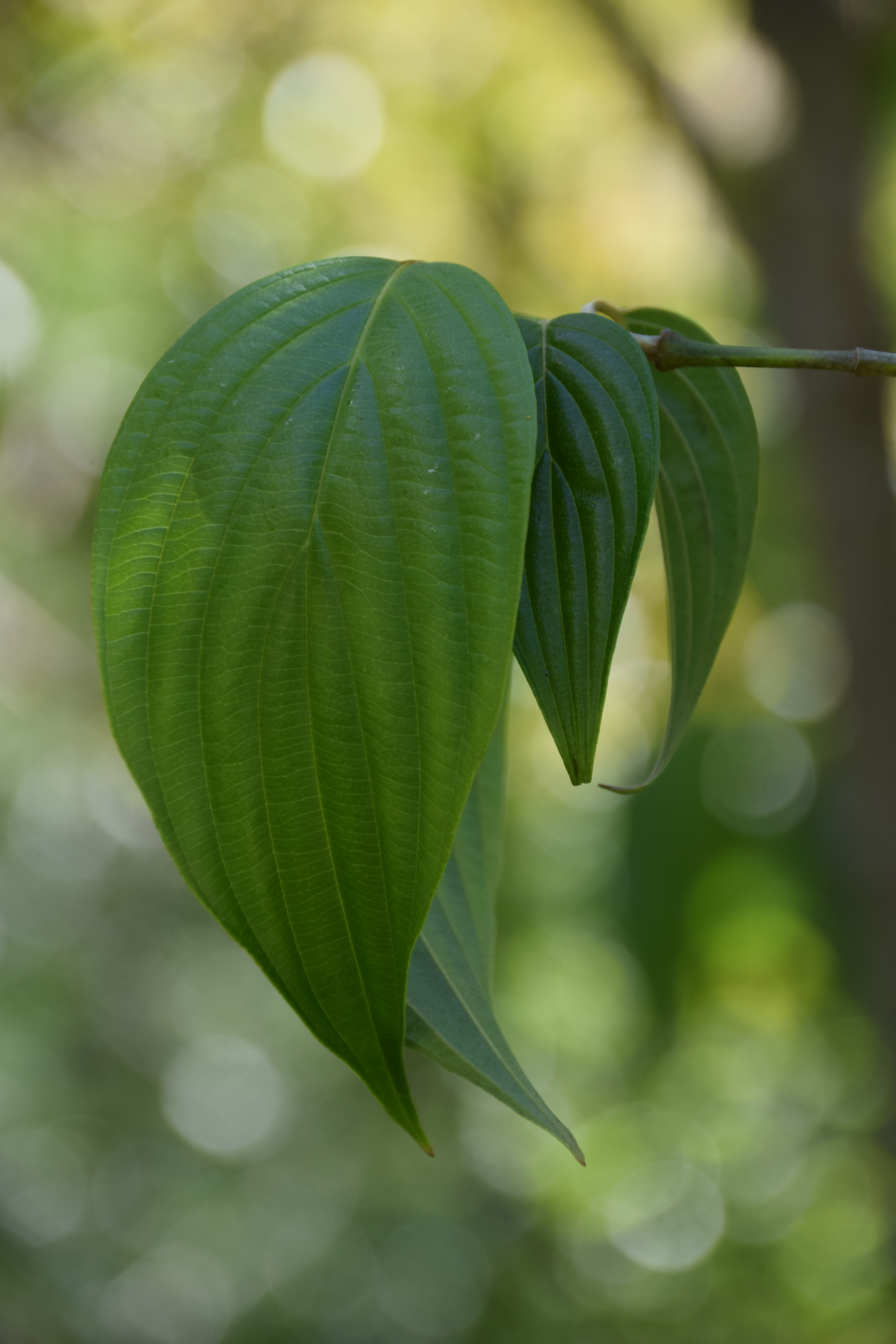
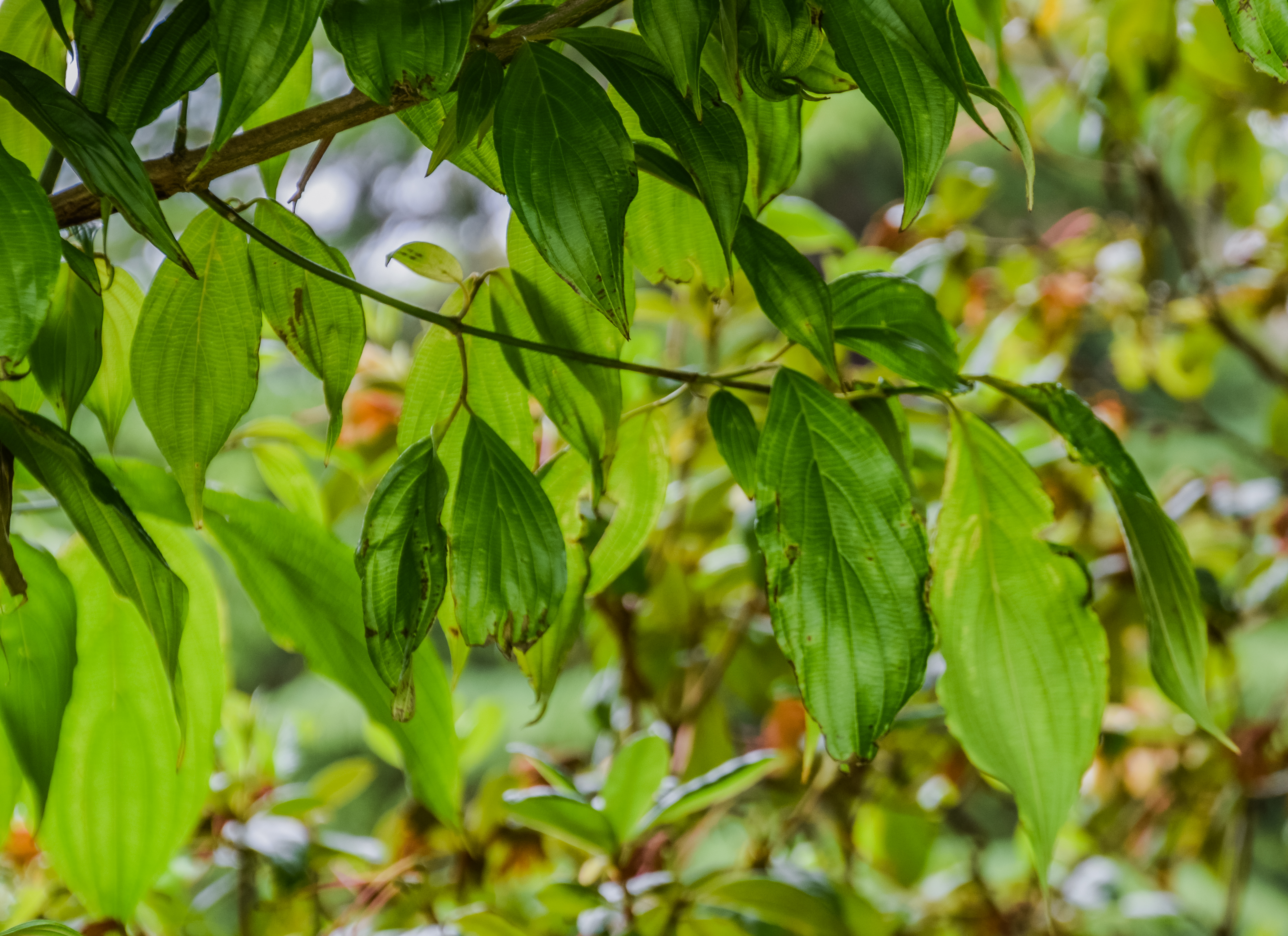